# Cathkin Peak
Cathkin Peak (Zulu: Mdedelelo) ist ein Berg in den Drakensbergen in Südafrika. Er ist 3181 Meter hoch. An seinem Fuß befinden sich Höhlenmalereien der San.